# Olivier Schoonejans
Olivier Schoonejans est un journaliste de radio et de télévision belge né le 17 juin 1980 à Bruxelles. Il est le présentateur des éditions du RTL Info.

## Biographie
En 2002, Olivier Schoonejans est diplômé en journalisme à l'Université libre de Bruxelles, dans une promo où il a côtoyé ses futurs collègues de RTL Belgium : Thomas de Bergeyck et Audrey Leunens. Dès lors, il travaille comme journaliste-reporter dans plusieurs rédactions telles que : Bel RTL, La Libre Belgique ou encore Sud Presse.
En 2003, il consacre son activité de journaliste uniquement à Bel RTL, et à partir de 2006, il présente les journaux de la matinale de la station. Il y croise, Alix Battard avec qui il présente, de temps à autre, les bulletins d'information. Le parcours de ces deux journalistes sera lié dans la suite de leurs carrières ,
En avril 2011, une semaine après Alix Battard, il devient joker de l'information des journaux télévisés de RTL-TVI, tout en continuant ses activités de présentateur à la radio. 
À la rentrée 2017, il devient le joker d'Alix Battard et de Caroline Fontenoy à la présentation du RTL Info 13 heures, chaque édition du journal ayant désormais un remplaçant attitré.
En mai 2018, dans un jeu de chaises musicales après le départ d'Hakima Darhmouch, Caroline Fontenoy rejoint le RTL Info 19 heures et quitte l'édition de la mi-journée où il devient présentateur-titulaire. Il présente ce journal une semaine sur deux, en alternance avec Alix Battard.
À partir du 3 septembre 2018, il quitte les journaux de la matinale pour rejoindre la case du midi où il présente en alternance avec Thomas de Bergeyck le RTL Info 12h30 de Bel RTL. De mars à août 2019, il présente également en alternance avec les autres présentateurs de la chaîne le RTL Info 19 heures. Cela fait suite au départ de Michel De Maegd de la chaîne et du congé maternité de Caroline Fontenoy (les deux titulaires de l'édition du soir).
À la rentrée 2019, il se consacre uniquement au RTL Info 13 heures, qu'il présente en alternance avec Alix Battard. Le journal de la mi-journée voit sa formule évoluée, en commençant à 12 h 45 et en découpant le journal en 3 parties. Depuis l'instauration de cette formule, sa bonhommie et fou-rires sont régulièrement relevés par les sites d'informations belges,,,.
À partir de mai 2023, en parallèle du RTL Info, il présente Le mag du week-end, une émission de reportages d'immersion diffusée chaque samedi à 12h05.

## Vie personnelle
Il est marié avec Anne qu'il a rencontrée en 1999, avec laquelle il a eu trois enfants, un garçon et deux filles. 